# Cunégonde de Bohême
Cunégonde de Bohême (janvier 1265 - 27 novembre 1321) est la fille aînée d'Ottokar II de Bohême et de sa seconde femme Cunégonde de Slavonie. Membre de la dynastie des Přemyslides par ses parents, elle devint Princesse de Masovie par son mariage avec Boleslas II de Mazovie. Elle termine sa vie en tant qu'abbesse du couvent de Saint George au Château de Prague.

## Famille
Cunégonde est le second enfant de la deuxième union de son père, ce dernier ayant épousé en premières noces Marguerite d'Autriche avec qui il n'aura aucun enfant.

## Vie
Cunégonde fut d'abord fiancée à Hartmann de Habsbourg en 1277, fils de Rodolphe Ier de Habsbourg et de sa première épouse Gertrude de Hohenberg. Cette union devait sceller la paix entre les Habsbourg et le duché de Bohème. Cependant, les fiançailles furent rompues et le frère de Cunégonde épousa la sœur d'Hartmann, Judith de Habsbourg, en 1285. Par la suite Agnès, sœur de Cunégonde, épousera le frère de Hartmann Rodolphe II d'Autriche.
Sans autre proposition de mariage, Cunégonde rentra dans l'Ordre des Pauvres Dames à Prague durant quelques années jusqu'à ce que son frère Venceslas II de Bohême la marie à Boleslas II de Mazovie.
De cette union naîtront deux enfants :
1. Wacław de Płock (vers 1293 - 1336), qui devint Duc de Plock[2] ;
2. Euphrosyne de Mazovie (vers 1292 - 26 décembre 1328/29)[2], mariée à Ladislas d'Oświęcim.